# جوش وارينغتون
جوش وارينغتون (بالإنجليزية: Josh Warrington)‏ مواليد 14 نوفمبر 1990 في ليدز، هو ملاكم محترف بريطاني يصنف ضمن فئة وزن الريشة بدأ مسيرته الاحترافية سنة 2009 حيث انتصر في نزاله الأول.

## المسيرة الاحترافية
من نزالاته:
- انتصر على باتريك هيلاند بالضربة الفنية القاضية (30-07-2016).
- انتصر على جويل برونكر (05-09-2015).
- انتصر على مارتن ليندسي (ملاكم) (21-05-2014).
- انتصر على ريندال مونرو (19-04-2014).

## إحصائيات
خاض خلال مسيرته 36 نزالا، فاز في 31 ولم يخسر. فاز بالضربة القاضية في 8 نزالات.

## روابط خارجية
- جوش وارينغتون على موقع بوكس ريك (الإنجليزية) (registration required)